# Мавзолей Шах-Черах
Мавзолей Шах-Черах (перс. شاه چراغ‎, англ.  Shah Cheragh) — одна из достопримечательностей города Шираз (Иран), усыпальница братьев имама Резы — Ахмеда и Мухаммеда. Построена в XIV веке.